# Thomas Schmidt (Philosoph)
Thomas Schmidt (* 1968 in Heidelberg) ist ein deutscher Philosoph und Hochschullehrer. Er ist Philosophie-Professor an der Humboldt-Universität zu Berlin.
Thomas Schmidt studierte Philosophie, Mathematik, Physik und Volkswirtschaftslehre an der Universität Göttingen und der University of Oxford. Seit 2006 ist er Inhaber des Lehrstuhls für Praktische Philosophie/Ethik am Institut für Philosophie der Humboldt-Universität zu Berlin.